# Драган Николић (сценариста и глумац)
Драган Николић (Београд, 14. октобар 1959) српски је глумац, редитељ и сценариста.
Брат је редитеља Живка Николића.
Написао је ТВ драме: 
- У име народа, 1987.
- Уклети брод, 1990.
- Искушавање ђавола, 1991.

## Улоге
| Год.   | Назив                            | Улога                    |
| ------ | -------------------------------- | ------------------------ |
| 1970-е |                                  |                          |
| 1976.  | Лепше од снова (ТВ)              | Милошев син Тома         |
| 1980-е |                                  |                          |
| 1981.  | Берлин капут                     |                          |
| 1981.  | Светозар Марковић (серија)       | Саво                     |
| 1982.  | Недељни ручак                    | Марко Аранђеловић, син   |
| 1983.  | Мајка Вукосава пише говор (ТВ)   | Партизан                 |
| 1984.  | Пази шта радиш                   | Звонко, ученик           |
| 1986.  | Сиви дом (серија)                | Дебос                    |
| 1987.  | Видим ти лађу на крају пута (ТВ) | Гане Робија              |
| 1987.  | Криминалци                       | Дебос                    |
| 1988.  | Сентиментална прича (ТВ)         | Велизар                  |
| 1988.  | Вук Караџић                      | Ђуро Даничић             |
| 1988.  | Ортаци                           | Еуген Сретеновић „Среле“ |
| 1989.  | Недељом од девет до пет (ТВ)     | Петко                    |
| 1990-е |                                  |                          |
| 1991.  | Искушавање ђавола                | Муто                     |
| 1995.  | Удри јаче манијаче (кратак филм) | Рики                     |
| 1995.  | Отворена врата (серија)          | Надри-уметник            |